# 村山靖 (俳優)
村山 靖（むらやま やすし、1979年2月20日-）は日本の俳優。沖縄県宮古島出身。トム・クルーズのそっくりさん「琉球トム・クルーズ」としても活動している。

## 略歴
TEAM SPOT JUMBLEメンバー。沖縄県を中心に役者・タレントとして活動。2008年、『藤井陣内のザ・レジェンド』出演時に「琉球のトム・クルーズ」と紹介される。同年、『とんねるずのみなさんのおかげでした』（「博士と助手〜細かすぎて伝わらないモノマネ選手権〜」）でトム・クルーズのものまねを披露して全国区に知られるようになる。その後、映画やDVDのPRイベントにトム・クルーズの代役で出演するようになった。

## 出演

### テレビ
- 藤井陣内のザ・レジェンド（2008年3月23日、朝日放送）
- とんねるずのみなさんのおかげでした（2008年9月25日、2010年12月23日、フジテレビ） - 博士と助手〜細かすぎて伝わらないモノマネ選手権〜
- 奇跡体験!アンビリバボー（2010年4月22日、フジテレビ）
- 沖縄 BON!!（琉球放送）
- チネマ・パラディーソ（琉球朝日放送）
- 琉神マブヤー2（2010年10月2日 - 12月25日、琉球放送） - トム 役
- ピエール瀧のしょんないTV（2014年8月14日、静岡朝日テレビ）
- 連続ドラマW フェンス（2023年3月19日 - 4月16日、WOWOW）
- おきなわテレビはじまりものがたり（2024年11月12日 - 11月19日、沖縄テレビ） - 神谷 役[3]

### 映画
- 南の島のフリムン（2009年）
- きたなかスケッチ（2018年）